# Эскотт, Рой
Рой Эскотт (англ. Roy Ascott; род. 26 октября 1934 года, Бат, графство Сомерсет, Великобритания) ― британский художник. Автор произведений в жанре телематического и кибернетического искусства.

## Биография
Рой Эскотт родился в городе Бат, Англия. Получил среднее образование в городской школе. Некоторое время служил в истребительном полку Королевских ВВС, где работал с системами радиолокационной защиты. С 1955 по 1959 год изучал изобразительное искусство в Королевском колледже Университета Дарема (ныне Университет Ньюкасла). Его наставниками были Виктор Пассор, Ричард Гамильтон, Лоуренс Гоуинг и Квентин Белла. В 1959 году окончил университет с дипломом бакалавра с отличием. В 1959–1961 годах работал студийным демонстратором. Затем он переехал в Лондон, где основал радикальный Groundcourse в Художественном колледже Илинга, который впоследствии развил в Гражданском колледже Ипсвича в Саффолке. Среди известные выпускников программы Groundcourse ― Брайан Ино, Пит Таунсенд, Стивен Уиллатс и Майкл Инглиш. Аскотт также преподавал в лондонском Илинге и был приглашенным лектором в ряде других лондонских художественных школ в течение 1960-х годов. Затем он недолго был президентом Художественного колледжа Онтарио, затем ― заведующим кафедрой изобразительного искусства в Колледже искусства и дизайна Миннеаполиса. После этого он переехал в Калифорнию, где занял посты вице-президента и декана Института искусств Сан-Франциско. В 1980-х годах он был профессором теории коммуникаций в Университете прикладных искусств Вены и профессором технических наук в Университете Уэльса в Ньюпорте в 1990-х годах. В Ньюпорте он основал Центр перспективных исследований в области интерактивных искусств. В 2003 году основал Планетарную коллегию при Плимутском университете.

## Признание
Творчество Эскотта приобрело известность на международном уровне: помимо прочего, его работы были представлены на биеннале в Венеции и Шанхае, а также в Британской галерее Тейт и в Художественном совете Англии. Австрийская институция медиаискусства Ars Electronica признаёт Эскотта «провидцем и пионером медиаискусства»; в целом он имеет репутацию радикального новатора в области художественного образования и научных исследований. На протяжении жизни он занимал руководящие должности в образовательных учреждениях Англии, Европы, Северной Америке и Китая. Возглавляет основанную им Студию техноэтического искусства в Шанхае, председательствует в Планетарной коллегией при Университете Плимута. В 2018 году был выпущен сборник статей коллектива исследователей, посвящённый творчеству Эскотта под названием под названием «Посвящение посланнику-шаману: Рою Эскотту». В 2019 году профессор Кейт Стоун опубликовала работу, посвящённую всестороннему исследованию раннего периода творчества Эскотта под названием «Художественная кибернетика и педагогика в послевоенной Британии: Groundcourse Роя Эскотта».
Рой Эскотт также является магистром техноэтического искусства в Академии магистров Де Тао в Шанхае, главным специалистом Инновационного института изобразительного искусства в Центральной академии изящных искусств в Пекине. Основатель научного журнала Technoetic Arts, почетный редактор Leonardo Journal и автор фундаментального труда «Телематическое объятие: визионерские теории искусства, технологии и сознания».
Эскотт был удостоен премии Prix Ars Electronica  в 2014 году: эта награда вручается «тем мужчинам и женщинам, чьи художественные, технологические и социальные достижения оказали решающее влияние на развитие новых художественных направлений».
Доктор honoris causa Ионического университета в Корфу; профессор-эмерит Ольборгского университета в Копенгагене; профессор-эмерит Университета Западного Лондона.